# Westlich St. Louis
Westlich St. Louis (Originaltitel: Wagon Master) ist ein Western aus dem Jahr 1950, der unter der Regie von John Ford gedreht wurde. In den Hauptrollen sind Ben Johnson, Harry Carey junior, Joanne Dru und Ward Bond zu sehen.

## Handlung
Im Jahr 1849 heuert der Mormonen-Älteste Elder Wiggs die Pferdehändler Travis Blue und Sandy Owen an, um eine kleine Gruppe von Mormonen durch eine Wüsten- und Gebirgslandschaft über den San Juan River in Utah zu führen. Die beiden jungen Männer sollen als sogenannte Wagon master den Wagentreck der Mormonen sicher durch das Gebiet geleiten. Hinter dem San Juan River besitzen die Mormonen ein Stück Land, auf dem sie sich niederlassen möchten und für die später ankommenden Gemeindemitglieder bereits Getreide pflanzen sollen. Obgleich sie deutlich anders als die sittenstrengen Mormonen leben, entschließen sich Travis und Sandy in letzter Minute, den Auftrag anzunehmen.
Auf ihrem Weg in der Wüste trifft der Wagenzug auf eine hilflos verirrte Medizinshow-Schaustellertuppe, die ähnlich wie die Mormonen aus der nächstgelegenen Stadt geworfen worden waren, da beide Gruppen gesellschaftliche Außenseiter darstellen. Die Mormonen empfinden den Lebensstil der Schausteller als moralisch fragwürdig, doch Travis macht sich dafür stark, die Schausteller in den Treck aufzunehmen. Im Laufe der Reise kommen sich Travis und Denver, eine Schauspielerin aus der Medizinshow, näher und verlieben sich ineinander. Auch Mormonen und Schausteller lernen sich mit der Zeit gegenseitig zu akzeptieren.
Auf der weiteren Reise schließt sich die auf der Flucht befindliche Clegg-Familie dem Wagenzug an, bestehend aus dem Vater Shiloh und seinen vier Söhnen. Travis sieht das ungern, werden doch die fünf Clegg-Männer vom Marshal wegen Mordes gesucht. Anfangs bleibt die Lage friedlich. Als der Treck auf Navajo-Indianer trifft und die Mormonen freundlich gesinnt mit diesen umgehen, laden die Navajos sie zu einem Fest ein. Bei diesem Fest versucht einer der Clegg-Söhne, eine Indianerin zu vergewaltigen. Um eine größere Eskalation zu vermeiden, lässt Wiggs zur Strafe den Schuldigen auspeitschen und zieht somit den Hass der Cleggs auf sich. 
Die Cleggs nutzen ihre Chance, Travis und Sandy zu entwaffnen und übernehmen das Kommando des ansonsten unbewaffneten Mormonen-Trecks. Als der Marshal und seine Männer erscheinen, um den Treck auszufragen, ob sie die Cleggs getroffen haben, ist Wiggs gezwungen zu lügen, da er hinterrücks von den Cleggs bedroht wird. Travis und Sandy gelingt es, den Mormonentreck an einer gefährlichen Gebirgswand entlangzuführen. Nun sind die Mormonen beinahe am Ziel. Die Cleggs fordern allerdings das für die Mormonen überlebenswichtige Getreide für sich; als ein unbewaffneter Mormone Widerspruch erhebt, wird er von ihnen erschossen. Travis und Sandy, die vorher nicht von ihren Waffen Gebrauch gemacht haben und nach eigenen Angaben nur auf Schlangen geschossen haben, erschießen daraufhin die Cleggs.
Die Mormonen überqueren den San Juan River und können sich niederlassen, während Travis mit Denver zusammenkommt und Sandy in der Mormonin Prudence seine Partnerin findet.

## Hintergrund
Die Handlungsidee des Filmes wurde von John Ford selbst entwickelt, was bei keinem anderen seiner Filme seit 1930 und danach bis zu seinem Karriereende der Fall war. Fords Biograf Tad Gallagher bemerkte, dass der persönlich daherkommende Western ohne große Handlung oder Dramaturgie auskomme und statt an die zeitgenössischen 1950er-Jahre-Western eher an die Stummfilmwestern erinnere, die Ford in den 1910er-Jahren mit Harry Carey senior als Hauptdarsteller gedreht habe.
Die Besetzung des Films besteht größtenteils aus Mitgliedern der sogenannten John Ford Stock Company, einer größeren Gruppe an Schauspielern, die er teils über Jahrzehnte immer wieder in seinen Filmen einsetzte. Statt auf einen großen Star wie John Wayne oder Henry Fonda wie bei seinen vorherigen Filmen rückt Ford bei Wagon Master einige der Schauspieler in den Vordergrund, die zuvor nur Nebenrollen in seinen Filmen bekleidet hatten. So war Ben Johnson, der als Travis Blue die größte Rolle hat und im Vorspann erstgenannt ist, ein erfahrener Rodeoreiter und Stuntman, der von Ford entdeckt worden und bei vorangegangenen Filmen mit zunehmend größeren Rollen betraut worden war. Johnson, Joanne Dru, Harey Carey junior sowie Ward Bond werden im Vorspann zusammen mit ihren Rollennamen gelistet, was damals sehr ungewöhnlich war – aber offenbar dem Zweck diente, ihre Namen beim Publikum bekannter zu machen und ihren Karrieren einen Schub zu verleihen.
Die US-amerikanische Fernsehserie Wagon Train (1957–1965), in der zuerst Ward Bond und später John McIntire die Hauptrolle spielte, wurde von diesem Film inspiriert. Ford selbst führte bei einer Folge der Serie Regie.

## Kritiken
In der zeitgenössischen Filmkritik erfuhr Westlich St. Louis zunächst nur verhaltene Kritiken, an den Kinokassen blieb der Film deutlich hinter den Erfolgen der in dieser Zeit entstandenen Kavallerie-Trilogie Fords zurück. Im Laufe der Jahrzehnte entwickelte sich der Film allerdings zu einem geheimen Favoriten vieler Kritiker in Fords Werk und wird mitunter als Meisterwerk bezeichnet.
Die New York Times vom 19. Juni 1950 lobte im Allgemeinen die Leistungen der Schauspieler. Unter anderem sei Ben Johnson „gutaussehend, natürlich, lakonisch und gut auf dem Pferd sitzend“ und Harry Carey Jr. als sein Freund „liebenswert“, während Ward Bonds Charakterisierung des Mormonenführers das „beste Porträt“ des Filmes sei. Die Dialoge seien in einem Minimum gehalten, ebenso die romantische Liebesgeschichte des Films. Wie bei anderen Ford-Western würden die „Menschen und ihre Geschichte nur vorkommen“, der „wahre Star“ von Wagon Master sei die „große, kontrastreiche Landschaft von Utah“.
Der Spiegel war 1965 wenig begeistert: „Der Ford-Film ist ein zwar ungewöhnliches, doch traniges Werk über den Zug eines Mormonentrecks in ein gelobtes Tal Kaliforniens. Die für Ford typisch naive Psychologie, schöne Kamerafahrten durch bizarre Landschaften und die üblichen Prügel-Duelle können weder entzücken noch enttäuschen.“ Ruhm und Legende um den Film würden wuchern, da Ford den Film selbst den Kritikern als seinen besten Western „aufgeschwatzt“ habe. Anders urteilte im selben Jahr der Evangelische Film-Beobachter:

„Dramaturgisch fast in der Form einer nüchternen Reportage aufgebaut, gibt der Film ein klares Bild der damaligen Zeit. Zu loben sind die Kamera, die Musik und die gute Synchronisation. Sehenswert.“

Fords Biograf Ted Gallagher schrieb im Jahr 1986 begeistert über den Film: „Die Magie, die Wagon Master zu Fords dauerhaft bereicherndsten Filmen macht, tendiert vielen Zuschauern nicht aufzufallen, besonders beim ersten Anschauen, und besonders weil Reinheit und Einfachheit diese Magie ausmachen, und solche Qualitäten sind weit von denen, welche die Öffentlichkeit mit großen Filmmeisterwerken assoziiert. Aber Wagon Master ist mehr Gedicht als Drama, es webt die ureigensten Mythen des Westens zusammen mit einfachen, natürlichsten Charakteren“. Auch das Lexikon des Internationalen Films schloss sich Gallaghers Sicht an:

„Klassischer Western, einer von John Fords schönsten. In epischer Erzählweise, herb-poetisch, zumeist überzogen von einem Hauch Ironie, erscheinen die Mythen des Wilden Westens in ungewohntem Licht.“

## Medien

### DVD-Veröffentlichung
Wagon Master (DVD 8252365D • 11) in Directed by John Ford, Sammlung von 4 John Ford-Filmen (in englischer Sprache). Universal, 2007